# WC-anka

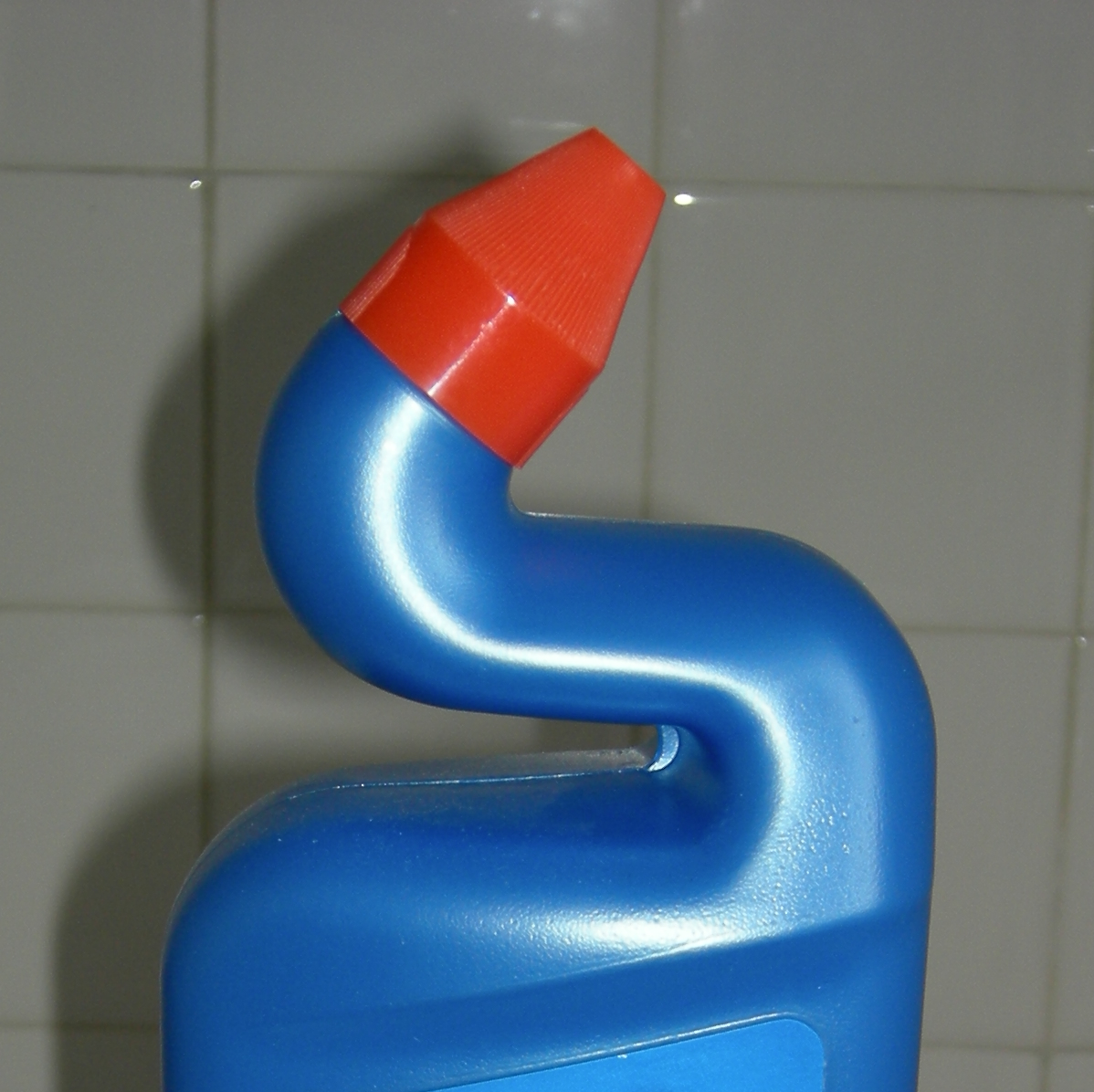
WC-anka.

WC-anka i folkmun, WC Duck eller bara Duck, är ett toalettrengöringsmedel, vars flaskhals är böjd och slutar med ett spetsformigt munstycke. Formen på flaskhalsen underlättar åtkomst under kanten på toalettstolar. Designen patenterades 1980 av Düring AG från Dällikon i Schweiz. Produkten producerades tidigare av Henkel, men därefter av S. C. Johnson & Son. Det finns även produkter från andra tillverkare med snarlik design.